# Force aérienne chypriote
La Cyprus Air Force (grec moderne : Διοίκησης Αεροπορίας Κύπρου) est la composante aérienne de la Garde nationale chypriote.

## Aéronefs

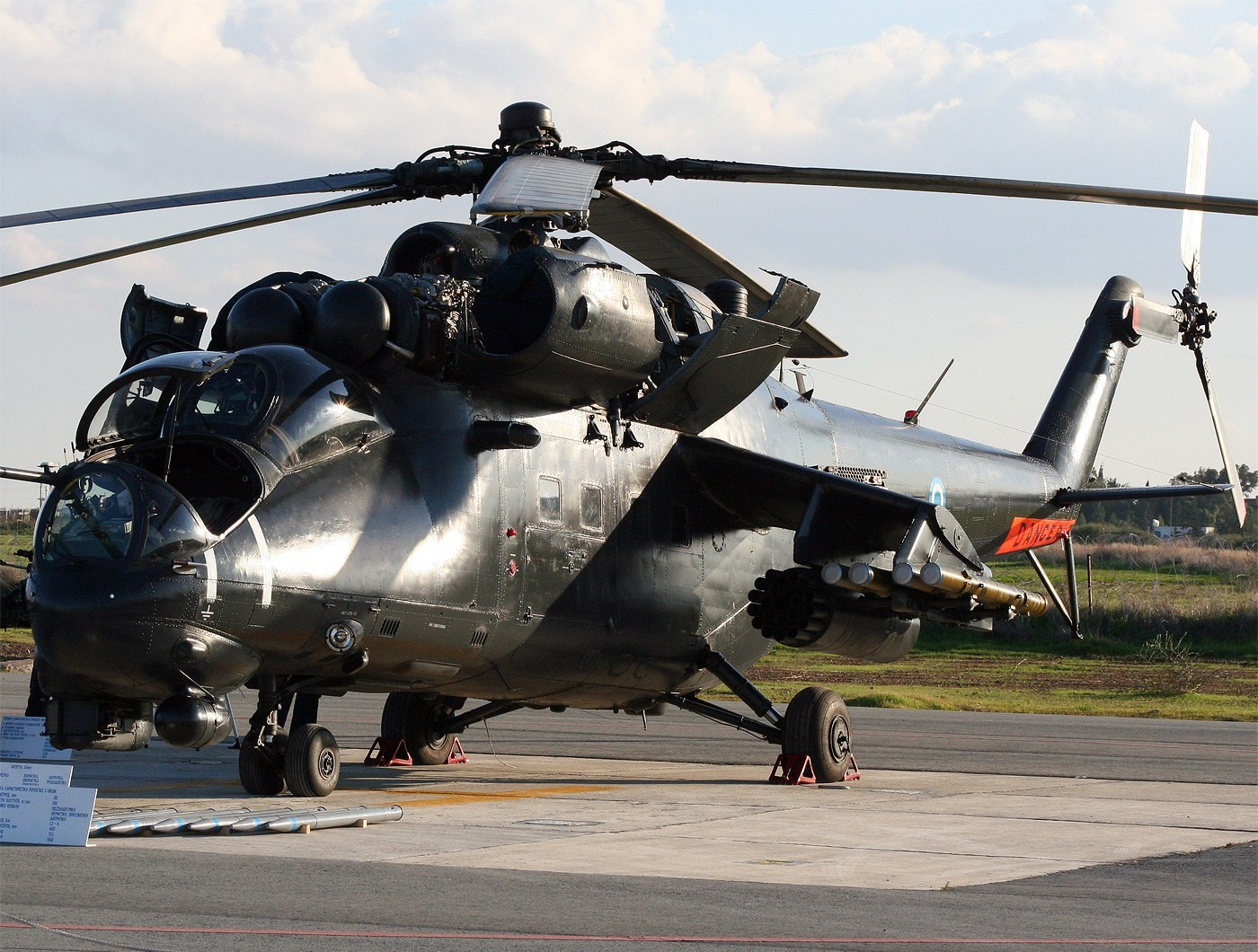
Mil Mi-35P

Les appareils en service en 2019 sont les suivants :
| Britten-Norman BN-2 Islander | Royaume-Uni | avion de transport                                                      | 1  | |
| Hélicoptère                  |             |                                                                         |    | |
| Mil Mi-35P Black Panther     | Russie      | hélicoptère de combat et de reconnaissance armée                        | 11 | servi par le 450 Sqd 1st detachment, base aérienne de Papandreou, Paphos ; il est annoncé en décembre 2021 qu'ils seront vendus à la Serbie, ce qui est fait en janvier 2023. Il est prévu en 2022 qu'ils soient remplacés par 6 Eurocopter H145M (6 autres en option) d'ici la fin des années 2020. |
| Aérospatiale SA-342L Gazelle | France      | hélicoptère d’appui aérien rapproché et de lutte antichar               | 4  | servi par le 450 Sqd 1st detachment, base aérienne de Papandreou AFB, Paphos |
| Bell 206L                    | États-Unis  | hélicoptère de liaisons et d’entraînement                               | 3  | 206L3 Long Ranger |
| Agusta-Westland AW.139A      | Italie      | hélicoptère de recherches-sauvetages en mer et de surveillance maritime | 3  | servi par le 460 Sqd, base aérienne de Papandreou AFB, Paphos, livrés le 12 mars 2011 |
| Avion d'entraînement         |             |                                                                         |    | |
| Pilatus PC-9                 | Suisse      | Avion d'entraînement                                                    | 1  | |